# Cardinale
Cardinale (en calabrès Cardinàru) és un municipi italià, situat a la regió de Calàbria i a la província de Catanzaro. L'any 2023 tenia 1.829 habitants. Ès conegut per la producció de la avellana Tonda di Calabria (lit. ‘rodona de Calàbria’).

## Demografia
| 1r gener 2017 | 1r gener 2018 | 1r gener 2023 |
| 2.113         | 2.068         | 1.829         |

## Administració
| Dates mandat | Nom de l'alcalde/ssa | Causa finalització |
| ------------ | -------------------- | ------------------ |